# Terville Florange Olympique Club 2008-2009
Questa voce raccoglie le informazioni riguardanti il Terville Florange Olympique Club nelle competizioni ufficiali della stagione 2008-2009.

## Organigramma societario
Area direttiva
- Presidente: Daniel Mroczkowski

Area tecnica
- Allenatore: Dorel Stefan

## Rosa
| N° | Nome                   | Ruolo | Data di nascita   | Nazionalità sportiva |
| -- | ---------------------- | ----- | ----------------- | -------------------- |
| 1  | Muriel Schmitt         | P     | 26 settembre 1974 | Francia              |
| 2  | Yaseidy Castaneda      | C     | 29 settembre 1981 | Venezuela            |
| 3  | Anne Neu               | L     | 7 aprile 1980     | Francia              |
| 5  | Jennifer Todd          | C     | 3 febbraio 1985   | Stati Uniti          |
| 6  | Vanessa Bonacossi      | S     | 19 gennaio 1986   | Francia              |
| 7  | Maria-Anabela Gagionea | C     | 13 luglio 1982    | Romania              |
| 9  | Tereza Fiedlerová      | S     | 6 aprile 1982     | Rep. Ceca            |
| 10 | Regan Hood             | S     | 10 agosto 1983    | Stati Uniti          |
| 12 | Alexandra Kapelovies   | P     | 12 ottobre 1989   | Romania              |
| 14 | Mădălina Dumitrescu    | S     | 19 luglio 1978    | Romania              |